# Michael O’Dwyer
Sir Michael Francis O'Dwyer  (28 de abril de 1864 - 13 de marzo de 1940) fue un oficial irlandés del Indian Civil Service (Servicio Civil Indio) y más tarde teniente gobernador de Punjab, India británica, entre 1913 y 1919.
Fue durante el mandato de O'Dwyer vicegobernador de Punjab, cuando sucede la masacre de Jallianwala Bagh ocurrida en Amritsar, el 13 de abril de 1919. Como resultado, sus acciones se consideran entre las causas más importantes en el surgimiento del movimiento de independencia de la India. O'Dwyer respaldó la acción de Reginald Dyer en Jallianwala Bagh y dejó en claro que sentía que las órdenes de Dyer de disparar a la multitud eran correctas. Posteriormente administró la ley marcial en Punjab, el 15 de abril hasta el 30 de marzo de 1919.
En 1925, publicó India as I Knew It en el que escribió sus memorias como administrador en Punjab y de como estuvo preocupado por la amenaza de terrorismo y la propagación de la agitación política.
En 1940, en represalia por la masacre, O'Dwyer fue asesinado por el revolucionario indio Udham Singh.

## Vida
Michael Francis O'Dwyer nació el 28 de abril de 1864 en Barronstown, Limerick Junction, Condado de Tipperary, hijo de John, un terrateniente de Barronstown, Solohead y Margaret O'Dwyer, de Toem, ambos pertenecientes al condado de Tipperary, Irlanda.
Era el sexto hijo de una familia de catorce hijos, y criado sin ningún sentimiento por el nacionalismo irlandés o apoyo al movimiento Joven Irlanda. A la edad de siete años, fue enviado a estudiar en el St Stanislaus College, Rahan, County Offaly.
Más tarde, asistió a la escuela educativa intensiva del Mr. Wren en Powis Square, Londres, y posteriormente pasó el examen de entrada abierta para el Servicio Civil Indio en 1882.
Después de completar dos años de prueba en Balliol College, Oxford, aprobó el examen final en 1884 en el cuarto lugar. En ese momento, el examen de ICS era muy competitivo, con no más de 1200 oficiales de ICS en el cargo a la vez, y probablemente estaba influenciado por la reputación de Lord Lawrence, uno de los primeros administradores civiles británicos en India. En su tercer año obtuvo una primera clase en jurisprudencia. Philip Woodruff escribió sobre la educación de O'Dwyer:
Michael O'Dwyer era uno de los catorce hijos de un desconocido terrateniente irlandés sin grandes riquezas, tanto agricultor como terrateniente. Se crió en un mundo de caza y tiro con agachadiza, de cartas amenazadoras y ganado desjarretado, donde estabas a favor o en contra del gobierno, donde pasabas todos los días los resultados de la anarquía en las paredes ennegrecidas de las casas vacías. Era un mundo muy diferente de la vida apacible y ordenada del sur de Inglaterra... Uno tiene la impresión [de O'Dwyer cuando estaba en Balliol] de un hombre que rara vez abría un libro sin un propósito, cuyo cerebro agudo y duro adquiría rápida y no olvidó pero tuvo poco tiempo para sutilezas.
En 1882, la casa de su familia en Irlanda fue atacada a tiros por nacionalistas irlandeses, y al año siguiente, su padre murió después de un segundo derrame cerebral. De sus hermanos, dos sirvieron en la India y dos se convirtieron en sacerdotes jesuitas.

## Carrera temprana
En 1885, viajó a la India como oficial de ICS y fue destinado por primera vez a Shahpur en Punjab. Se distinguió en el trabajo de liquidación de ingresos de fincas y en 1896 fue nombrado director de registros de tierras y agricultura en Punjab. Posteriormente, fue puesto a cargo de los asentamientos de los estados de Alwar y Bharatpur.
Después de un año y medio de viajes por Europa y Rusia, fue seleccionado por Lord Curzon para un importante puesto en la organización de la nueva Khyber Pakhtunkhwa y su separación de Punjab. De 1901 a 1908 fue comisionado de ingresos; de 1908 a 1909, fue residente interino en Hyderabad (Estado de Hyderabad) ; y de 1910 a 1912, fue agente del gobernador general en la India central.
En diciembre de 1912, durante el mandato de Lord Hardinge de Penshurst como virrey, O'Dwyer fue nombrado vicegobernador de Punjab. Cuando asumió el cargo en mayo de 1913, fue nombrado Caballero Comandante de la Orden de la Estrella de la India y el virrey Penshurst le advirtió que "Punjab era la provincia por la que el gobierno estaba más preocupado en ese momento; que había mucho material inflamable tirado, que requería un manejo muy cuidadoso para evitar una explosión".

### Reclutamiento en la Primera Guerra Mundial
O'Dwyer trabajó en estrecha colaboración con las autoridades militares y buscó la ayuda de los líderes locales rurales de Punjabi para organizar un sistema centralizado para el reclutamiento de soldados, destinados a combatir en la Primera Guerra Mundial a cambio de compensaciones cómo tierras y títulos nobiliarios. Como resultado, la mayoría de los reclutas eran cabezas de familia que provenían de áreas rurales del Punjab, dejando a muchas familias sin ingresos estables durante un largo tiempo. Los que volvían de la guerra aspiraban a una recompensa y a una vida mejor. La cooperación entre los líderes civiles y militares y los principales punjabíes rurales, como lo describió más tarde el historiador Tan Tai Yong, sentó "las bases de una burocracia militarizada en el Punjab colonial".
De los reclutas indios para la guerra de toda la India, los 360.000 del Punjab formaron más de la mitad. En 1917, los esfuerzos de O'Dwyer por reclutar hombres punjabíes le valieron el nombramiento como Caballero Gran Cruz de la Orden del Imperio Indio, siendo Lord Chelmsford virrey. Sin embargo, durante la guerra, también hubo un creciente movimiento de autonomía.

### Ley de Defensa de la India de 1915
Desempeñó un papel importante en persuadir al gobierno británico en la India para que aprobara la Ley de Defensa de la India de 1915, lo que le dio poderes considerables. Aprobada el 18 de marzo de 1915, la Ley permitió la creación de tribunales especiales para crímenes revolucionarios sin posibilidad de apelación.
Se opuso a las Reformas de Montagu-Chelmsford por temor a que sus esfuerzos de reclutamiento a través de los líderes rurales fueran destruidos por el aumento de los poderes de las "élites urbanas".

### La vigilancia desde 1919
Desde mediados de marzo de 1919, bajo las órdenes de O'Dwyer, el CID en Amritsar mantuvo una estrecha vigilancia de dos nacionalistas indios no violentos de Gandhi; el abogado musulmán Saifuddin Kitchlew y el médico hindú Dr. Satyapal. O'Dwyer posteriormente convocó a ambos a la casa del Comisionado Adjunto Miles Irving en las Líneas Civiles el 10 de abril de 1919 desde donde fueron arrestados y escoltados en secreto a Dharamasala, al pie de la Himalaya, para ser mantenido bajo arresto domiciliario. A medida que la noticia del arresto se generalizó, los simpatizantes comenzaron a reunirse cerca de la casa de Irving y lo que inicialmente comenzó como un intento pacífico de investigar terminó en un enfrentamiento violento. El 13 de abril de 1919, se convocó una reunión en Jallianwala Bagh para protestar por el arresto..

## Masacre de Amritsar
Fue durante el mandato de O'Dwyer como teniente gobernador de Punjab que la masacre de Jallianwala Bagh ocurrió en Amritsar el 13 de abril de 1919, tres días después del inicio de los disturbios. Según estimaciones británicas, 379 civiles desarmados fueron asesinados por tropas Gurkha bajo el mando del general de brigada Reginald Dyer. Algunas estimaciones son mayores, con más de 1500 bajas.
Según el entonces cirujano civil Dr. Smit, 1.526 personas habían sido asesinadas. O'Dwyer fue informado del evento a las 3 de la mañana del día siguiente. Cuando recibió el informe inicial de Dyer, O'Dwyer le dio permiso al general William Beynon para enviar un telegrama a Dyer que decía "su acción es correcta y el vicegobernador lo aprueba".
O'Dwyer y varios otros altos funcionarios y oficiales militares apoyaron las acciones de Dyer tanto al inicio del conflicto, cuando solo se había recibido información limitada, como más tarde; cuando se dispuso de información más detallada sobre la escala de los asesinatos.
Posteriormente, la ley marcial se impuso el 15 de abril y se eliminó al 30 de marzo. Como resultado, sus acciones se consideran uno de los factores más importantes en el surgimiento del movimiento de independencia de la India, dirigido por Mahatma Gandhi. El 21 de abril de 1919, en defensa de Dyer, O'Dwyer declaró al virrey Chelmsford que: el asunto de Amritsar despejó el aire, y si iba a haber un holocausto en algún lugar, y uno lamenta que así fuera, era mejor en Amritsar.
Según Pearay Mohan y el historiador Raja Ram, la masacre fue un "plan premeditado" conspirado por O'Dwyer y otros, incluido un joven de Punjabi (Hans Raj (aprobador).
Nick Lloyd, K. L. Tuteja, Anita Anand y Kim A. Wagner han encontrado que esa teoría carece de evidencia y que no había ninguna conspiración de que Hans Raj fuera un infiltrado provocador.
O'Dwyer había sostenido sin pruebas que la represión violenta de la manifestación civil por parte de Dyer estaba justificada porque la reunión ilegal era parte de una conspiración premeditada para la rebelión, que supuestamente coincidía con una supuesta invasión afgana.
Aunque, O'Dwyer había implementado la ley marcial en Punjab, negó su responsabilidad por las consecuencias con el argumento de que el gobierno lo había eximido de su implementación general. Sin embargo, no podía negar su responsabilidad por la decisión, después de graves disturbios en Gujranwala, al enviar un avión para bombardear y ametrallar la zona. Durante el transcurso de la operación, al menos una decena de personas, incluidos niños, resultaron muertas.
Al año siguiente, el 24 de junio de 1920, la Conferencia del Partido Laborista de la oposición en Scarborough de North Yorkshire, aprobó por unanimidad una resolución que denunciaba las "acciones crueles y bárbaras" de los funcionarios coloniales británicos en Punjab y exigía que fueran puestos en libertad, para un posterior juicio, la destitución de O'Dwyer y Chelmsford y la derogación de la Ley Rowlatt. 
Los delegados se levantaron en sus lugares como homenaje a los asesinados en Jallianwala Bagh. Después de los disturbios de Punjab, O'Dwyer fue depuesto de su cargo. La respuesta de O'Dwyer a los problemas de Amritsar fue que eso era "lo que pasa por tener a ese judío en Whitehall" en referencia a Montagu.

## O'Dwyer contra Nair
En 1922, Sir Sankaran Nair se refirió a O'Dwyer en su libro, Gandhi and Anarchy, y afirmó que "antes de las reformas, el teniente gobernador, un solo individuo, tenía el poder de cometer las atrocidades en el Punjab que conocemos demasiado bien". Posteriormente, O'Dwyer demandó con éxito a Nair por libelo y recibió £500 por daños y perjuicios.
Oído ante Justice McCardie en el Tribunal de King's Bench en Londres durante cinco semanas desde el 30 de abril de 1924, fue uno de los más largas audiencias de derecho civil en la historia del derecho. O'Dwyer vio el juicio como una forma de justificar las acciones de Dyer en la masacre.

## Asesinato

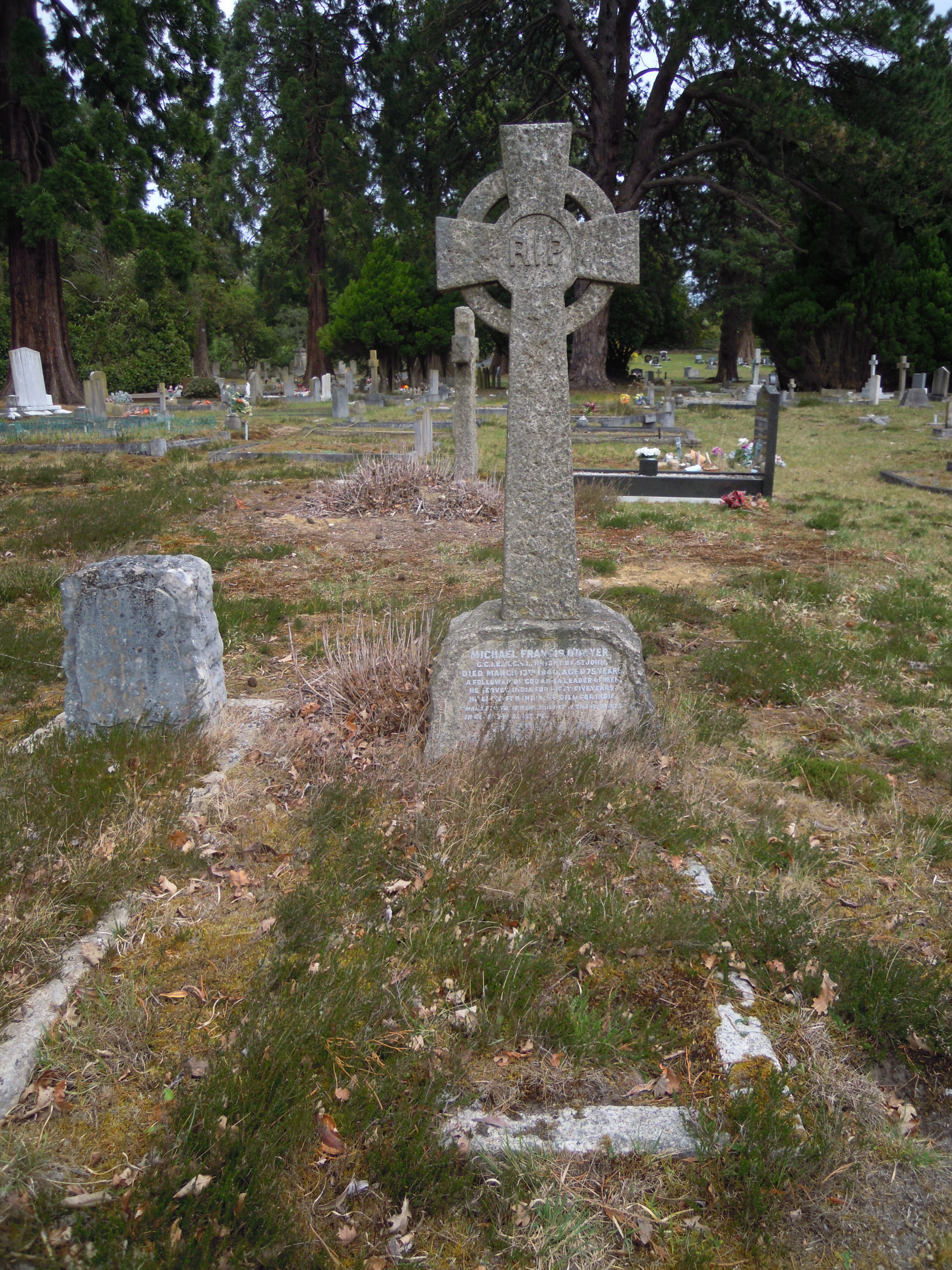
Tumba de Michael O'Dwyer en el cementerio Brookwood

O'Dwyer, a la edad de 75 años, fue asesinado a tiros en una reunión conjunta de la Asociación de las Indias Orientales y la Sociedad de Asia Central (ahora Sociedad Real para Asuntos Asiáticos) en Caxton Hall en Westminster, Londres, el 13 de marzo de 1940, por un revolucionario indio, Udham Singh, en represalia por la masacre de Jallianwala Bagh en Amritsar.
O'Dwyer fue alcanzado por dos balas y murió instantáneamente. Lord Zetland, el Secretario de Estado de la India, presidía la reunión y resultó herido. Zetland, recuperándose de sus heridas, más tarde optó por la jubilación anticipada de su cargo de Secretario de Estado de la India y fue sucedido por Leo Amery. Udham Singh no intentó escapar y fue arrestado en el lugar. Más tarde, O'Dwyer fue enterrado en el cementerio de Brookwood, cerca de Woking.
En su juicio, Singh le dijo al tribunal:

"Lo hice porque le tenía rencor. Se lo merecía. Él fue el verdadero culpable. Quería aplastar el espíritu de mi pueblo, así que lo he aplastado. Durante 21 años completos, he estado tratando de vengarme. Estoy feliz de haber hecho el trabajo. No tengo miedo a la muerte. Muero por mi patria. He visto a mi pueblo morir de hambre en la India bajo el dominio británico. He protestado contra esto, era mi deber. ¿Qué mayor honor podría concederme que la muerte por el bien de mi patria?"

## Vida personal y familia
Se casó con Eunice, hija de Antoine Bord de Castres, en Francia, el 21 de noviembre de 1896. La pareja tuvo dos hijos.
La mujer de O'Dwyer, Una, nombrada como 'Lady O'Dwyer's Punjab Comforts Fund', una de varias organizaciones benéficas creadas en India durante la Primera Guerra Mundial para recaudar dinero y otros obsequios para brindar comodidad a las tropas que sirven en el ejército indio. 
Fue nombrada Dama Comandante de la Orden del Imperio Británico por derecho propio en los Honores de cumpleaños de 1919, en los que su hija, Una Mary O'Dwyer, fue nombrada miembro de la Orden del Imperio Británico.

## Libros
En su libro India As I knew It (1925), O'Dwyer reveló que su tiempo como administrador en Punjab estuvo preocupado por la amenaza del terrorismo y la propagación de la agitación política.
In 1933, he published The O'Dwyers of Kilnamanagh: The History of an Irish Sept, a historical and genealogical treatise detailing the O'Dwyer (Ó Duibhir) noble family that had commanded the area around Thurles from the pre-Norman era until it lost its castles and land during the Cromwellian confiscations of the 17th century.
En su vida posterior, escribió con frecuencia al The Times para condenar el movimiento de no cooperación de Gandhi y respaldar el dominio británico en la India.

### Publicaciones

#### Artículos
- "Border Countries of the Punjab Himalaya: Discussion". The Geographical Journal. Vol. 60, No. 4 (1922), pp. 264–68. doi 10.2307/1781310. Co-authored with Louis Dane and W. Coldstream.
- "Races and Religions in the Punjab". Journal of the Royal Society of Arts, London. Vol. 74, Issue 3827 (26 March 1926), pp. 420–449.

#### Libros
- India as I knew it. London: Constable & Company (1925)
- The O'Dwyers of Kilnamanagh: The History of an Irish Sept, London: J. Murray, (1933). OCLC 8381000
- Fusion of Anglo Norman and Gael. London: Burns, Oates & Washbourne, (1938?). OCLC 866019570

#### Coediciones
- "Kipling — "Some Recollections"". In: Orel H. (eds) Kipling. London: Palgrave Macmillan, (1983). ISBN 978-1-349-05108-3

## En la cultura popular
Fue interpretado por Dave Anderson en la película de Bollywood de 2000 Shaheed Udham Singh y por Shaun Scott en la película de Bollywood de 2021 Sardar Udham.